# Porphyrinia deleta
Porphyrinia deleta là một loài bướm đêm trong họ Noctuidae.